# Juan Vilanova y Piera

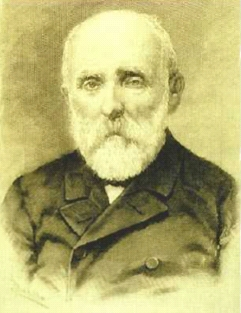
Juan Vilanova y Piera

Juan Vilanova y Piera (* 5. Mai 1821 in Valencia; † 7. Juni 1893 in Madrid) war einer der frühesten und bedeutendsten spanischen Geologen und Paläontologen.

## Leben
Juan Vilanova y Piera war der Sohn des Vicente Vilanova Miralles und der Teresa Piera Minguet, die in Alcalà de Xivert, der Geburtsstadt des Vaters lebten. Sie zogen nach Valencia. An dessen Universität studierte der Sohn Medizin und Naturwissenschaften (ciencias). Als Schüler von Donato García lehrte er Geologie und Paläontologie an der Universidad Central de Madrid, wobei er in dieser Funktion Fossilien und Minerale aus ganz Europa erwarb, um sie für das seinerzeitige Museo de Historia Natural, heute Museo Nacional de Ciencias Naturales in Madrid zu erwerben. Auch publizierte er über seine Reisen. An der Universität Oviedo lehrte er Naturgeschichte, lebte dann vier Jahre lang in Paris und wurde schließlich 1852 an die Universität Madrid berufen.

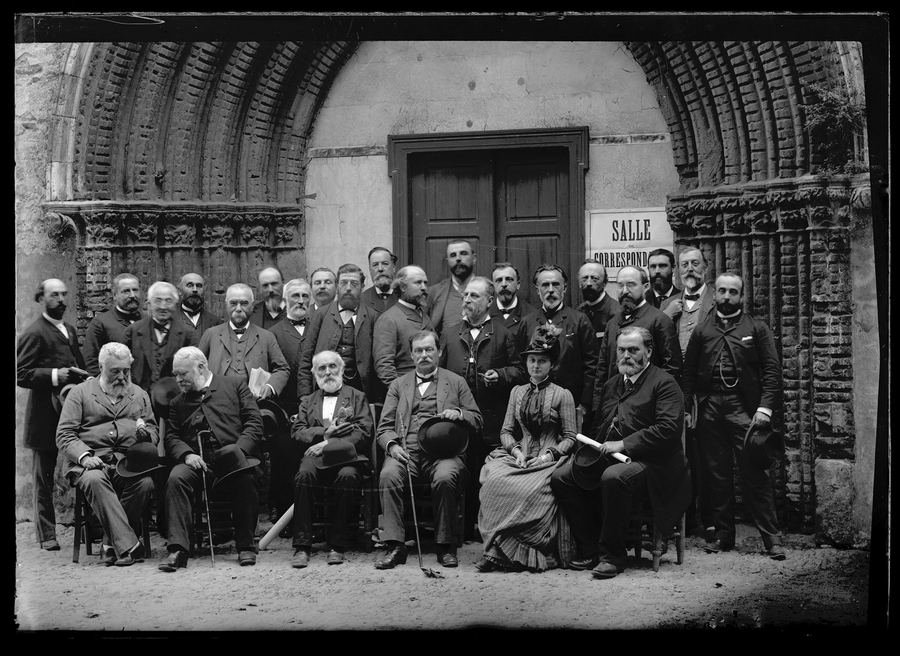
Teilnehmer an einem Kongress der Association française pour l'avancement des sciences in Toulouse 1887, vordere Reihe von links nach rechts: nicht identifiziert, Perceval de Loriol, Juan Vilanova y Piera, Auguste Pomel, Amélie Zurcher, Edmond Fuchs

Durch die Zusammenarbeit mit Antonio Orio, José María Solano und Francisco Quiroga wurden in Spanien die Fundamente ihrer jeweiligen Wissenschaften gelegt, nämlich der Mineralogie, der Geologie und der Kristallografie. 1867 fand in Madrid erstmals ein internationaler Geologenkongress statt. Zugleich gehörte Vilanova y Piera der Kommission an, die geologische Karten entwickelte, und der Junta Nacional de Estadística. 
1869/70 kam er in Kontakt mit Theodor Engel und er lud ihn zu einer Exkursion nach Spanien ein, doch es kam der Deutsch-Französische Krieg von 1870/71 dazwischen. 1871 gehörte er der Gruppe von Wissenschaftlern an, die die Sociedad española de Historia Natural gründete, und deren Präsident er 1878 wurde. Bereits 1874 war er Mitglied der Real Academia de Ciencias Exactas, Físicas y Naturales geworden.
Über den Wissenschaftsrahmen hinaus wurde er bekannt, nachdem er den ersten Dinosaurierfund in Spanien gemacht hatte, nämlich Überreste eines Iguanodon, vor allem aber, als er die 1868 entdeckten Wandmalereien aus der Höhle von Altamira als echt verteidigte. Auch entdeckte er wichtige Fundplätze, wie Parpalló oder die Cova Negra. Dennoch blieb er Kreationist und widersetzte sich den Erkenntnissen von Charles Darwin. Lange bevor Darwins Hauptwerk erschien, machte er dessen Ideen in Spanien bekannt.
Am 1. Dezember 1889 wurde Juan Vilanova y Piera zum Mitglied (Matrikel-Nr. 2856) der Leopoldina gewählt.

## Werke (Auswahl)

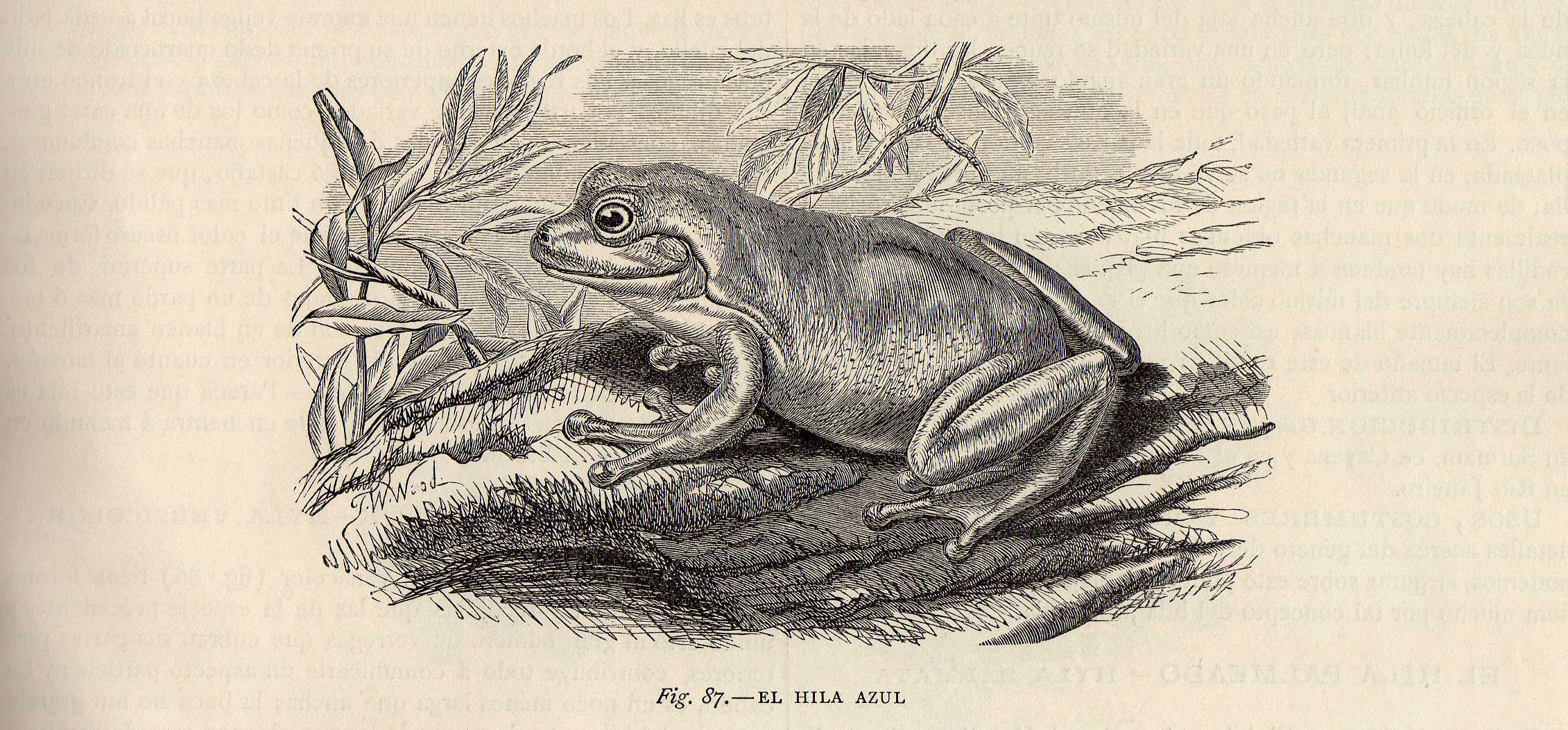
Abbildung aus dem Werk Historia Natural, Bd. 5: Reptilles y peces, Barcelona 1874, S. 157

- Origen, Naturaleza y Antigüedad del hombre, Madrid 1872. (Digitalisat)
- Compendio de Geología, Alejandro Gómez Fuentenebro, Madrid 1872.
- La Creación. Historia Natural, Montaner y Simón, Barcelona 1872–1876.
- Atlas Geográfico Universal, Astort Hermanos, Madrid 1877.
- Teoría y práctica de pozos artesianos y arte de alumbrar aguas, Madrid 1880.